# Historia de América del Norte

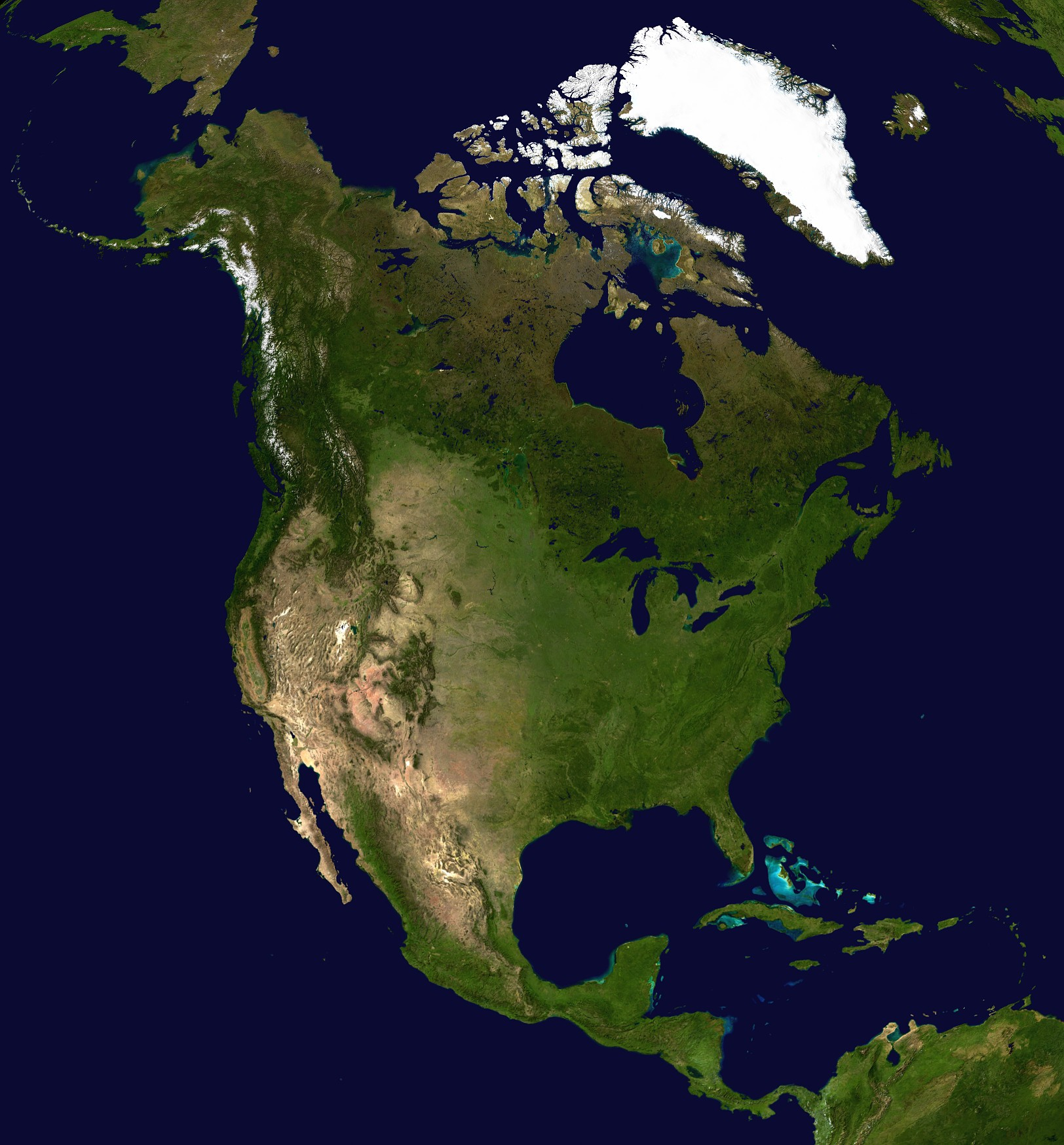
Fotografía compuesta por satélite de Norteamérica en proyección ortográfica.

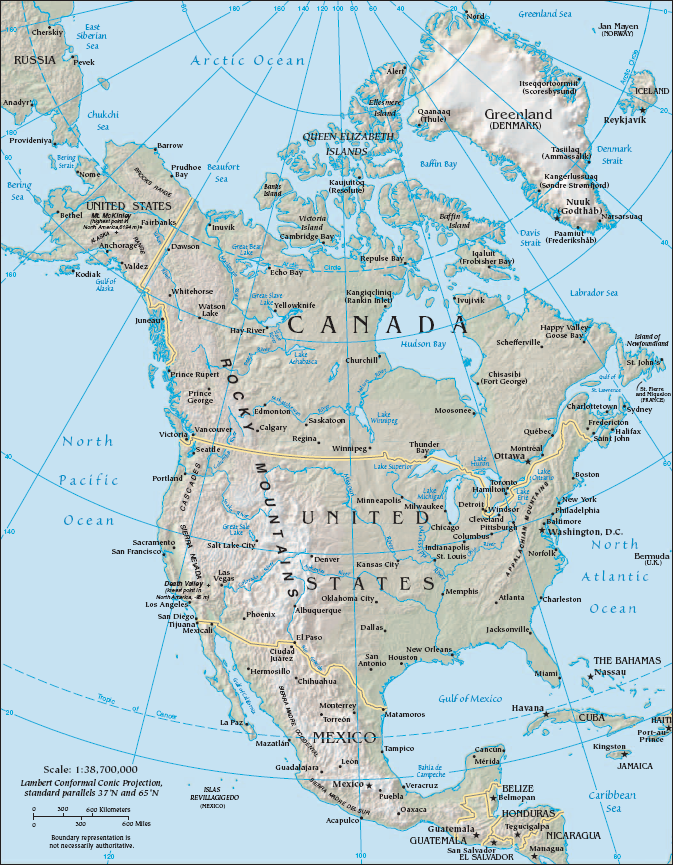
Mapa político/físico contemporáneo de Norteamérica

La historia de Norteamérica es rica en cuanto a sus diversas culturas y civilizaciones, desde esquimales en el extremo norte del continente, hasta las civilizaciones azteca, olmeca y maya al sur.
Aunque comúnmente se aceptaba que el continente fue habitado por primera vez por humanos cuando los individuos emigraron a través del Mar de Bering hace entre 40.000 y 17.000 años, descubrimientos más recientes pueden haber hecho retroceder esas estimaciones al menos otros 90.000 años.  Los pueblos se asentaron en todo el continente y con el tiempo se convirtieron en diversas comunidades, desde los Inuit en el extremo norte hasta los Mayas y Aztecas en el sur. Cada una de estas complejas comunidades desarrolló sus propias formas de vida y culturas.
Los registros de viajes europeos a Norteamérica comienzan con la Colonización nórdica en el siglo X de nuestra era. En 985, fundaron un asentamiento en Groenlandia que perduró hasta principios del siglo XIV. También exploraron la costa este de Canadá, pero sus asentamientos allí fueron mucho más pequeños y de menor duración. Con la Era de la Exploración y los viajes de Cristóbal Colón (a partir de 1492), Los europeos comenzaron a llegar a las Américas en grandes cantidades y a desarrollar ambiciones coloniales tanto para América del Norte como para América del Sur. Después de Colón, la afluencia de europeos no tardó en llegar y abrumar a la población nativa. América del Norte se convirtió en escenario de continuas rivalidades europeas. Tres grandes potencias europeas se repartieron el continente: Inglaterra, Francia, y España. Las influencias de la colonización de estos estados en las culturas norteamericanas siguen siendo evidentes hoy en día.
Los conflictos por los recursos de Norteamérica desembocaron en varias guerras entre estas potencias, pero, poco a poco, las nuevas colonias europeas desarrollaron deseos de independencia. Revoluciones como la Revolución Americana y la Guerra de Independencia de México crearon nuevos estados independientes que llegaron a dominar Norteamérica. La Confederación Canadiense se formó en 1867, creando el paisaje político moderno de Norteamérica.
Desde el siglo XIX hasta el XXI, los estados norteamericanos han desarrollado conexiones cada vez más profundas entre sí. Aunque se han producido algunos conflictos, el continente ha disfrutado en su mayor parte de paz y cooperación general entre sus estados, así como de un comercio abierto entre ellos. Los acontecimientos modernos incluyen la apertura de acuerdos de libre comercio, una amplia inmigración procedente de México y América Latina, y la preocupación por el tráfico de drogas en estas regiones.

## América del Norte precolombina

Mapa de las primeras migraciones humanas basado en la Fuera de África.

Los detalles específicos de la migración de los paleoindios hacia y a través de América, incluidas las fechas exactas y las rutas recorridas, son objeto de investigación y debate continuos.  Durante años, la teoría tradicional ha sido que estos primeros emigrantes se trasladaron al Puente terrestre de Beringia entre el este de Siberia y la actual Alaska hace unos 40 000-17 000 años, cuando el nivel del mar descendió significativamente debido a la glaciación cuaternaria. Se cree que estos pueblos siguieron a manadas de Pleistoceno megafauna ahora extintas. megafauna a lo largo de corredores libres de hielo que se extendían entre las capas de hielo Laurentide y Cordilleran. Otra ruta propuesta es que, a pie o utilizando barcos primitivos, emigraron por la costa del Pacífico hasta Sudamérica.  Las pruebas de esto último habrían quedado cubiertas por una subida del nivel del mar de cientos de metros tras la última glaciación.
Los arqueólogos sostienen que la migración paleoindia fuera de Beringia (Alaska oriental), oscila entre 40 000 y unos 16 500 años atrás. Este rango temporal es una fuente candente de debate y promete seguir siéndolo en los próximos años. Los pocos acuerdos alcanzados hasta la fecha son el origen desde Asia Central, con una amplia habitabilidad de las Américas durante el final del último periodo glaciar, o más concretamente lo que se conoce como el máximo glaciar tardío, alrededor de 16 000-13 000 años antes del presente.  Sin embargo, existen teorías alternativas más antiguas, incluida la migración desde Europa.
.

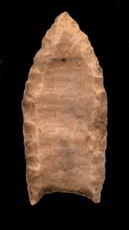
Punta de proyectil Folsom

Las herramientas de piedra, en particular las puntas de proyectiles y los raspadores, son la principal evidencia de la actividad humana temprana en las Américas. Los arqueólogos y antropólogos utilizan las lascas líticas artesanales para clasificar los períodos culturales.  Pruebas científicas vinculan a indígenas americanos con pueblos asiáticos, concretamente con poblaciones siberianas orientales. Los pueblos indígenas de las Américas se han relacionado con poblaciones del norte de Asia por dialectos lingüísticos, la distribución de  tipos de sangre, y en composición genética como reflejan los datos de molecular, como el ADN. 8000-7000 a. C. (hace 10 000-9000 años) el clima se estabilizó, lo que provocó un aumento de la población y avances en la tecnología lítica, dando lugar a un estilo de vida más sedentario.

## Groenlandia
La prehistoria de Groenlandia es la historia repetida de inmigraciones inuit desde las tierras de América del Norte. Según las sagas nórdicas, Groenlandia es descubierta hacia el año 900 por el navegante noruego Gunnbjörn. Durante la década de 980, los vikingos asentados en Islandia fueron los primeros visitantes europeos de Groenlandia, explorando la deshabitada costa sudoccidental de la isla. En 1536, Dinamarca y Noruega se unieron oficialmente, y Groenlandia empezó a ser considerada más una dependencia danesa que noruega. Actualmente, el gobierno local groenlandés se presenta como una «nación inuit». Los nombres de lugares en danés han sido remplazados por nombres locales. Godthåb, el centro de la civilización danesa en la isla, ahora se llama Nuuk, la capital de un gobierno prácticamente soberano. En 1985 se estableció la bandera de Groenlandia, a partir de los colores de la bandera de Dinamarca. Sin embargo, el movimiento en busca de una soberanía total todavía no ha ganado consenso.

## Canadá
Los primeros habitantes de la región fueron diversos pueblos provenientes de Siberia, que llegaron a través del estrecho de Bering, y un poco más tarde llegaron los últimos pueblos inuit (esquimales) provenientes de Asia (ver amerindios de Canadá). En el siglo XVIII, estalló un conflicto entre Francia y Gran Bretaña que se propagó a las colonias; ese conflicto terminó con una victoria británica. En 1763, con el Tratado de París, la Nueva Francia pasó a ser una colonia británica. Pocos años después, Gran Bretaña oficialmente reconoció el derecho civil francés y garantizó la libertad religiosa y lingüística de la población de habla francesa de Canadá. En 1982, tuvo lugar una importante reforma constitucional: la Ley de América del Norte británica de 1867 y sus numerosas enmiendas pasaron a ser la Ley constitucional de 1982, actual Constitución de Canadá. Estos últimos años, los quebequenses se han pronunciado sobre la cuestión de la unidad nacional. Dos veces, una en 1980 y otra en 1995, votaron en referendos sobre la soberanía de la provincia. La mayoría obtenida en las votaciones estuvo a favor de la continuación de Quebec en Canadá.

## Estados Unidos
- Guerra de Independencia de Estados Unidos
- Historia de Estados Unidos (1789-1849)
  - Intervención estadounidense en México
- Guerra civil estadounidense

## Bermudas
Se atribuye el descubrimiento a Juan Bermúdez, de Palos de la Frontera, Huelva, España, posiblemente en 1503. Regresó en 1515,  no intentaron atracar a causa del mal tiempo.
El primer asentamiento se produjo en 1609 por colonos ingleses que se dirigían a Virginia. Durante una tormenta, el barco llamado Sea Venture se separó del resto de la flota y chocó con los arrecifes, toda la tripulación se salvó, después construyeron dos barcos y el capitán se dirigió a Virginia nuevamente. Inglaterra se interesó en el archipiélago y en 1612 envió un contingente de 60 colonos.
Las islas fueron arrendadas a Estados Unidos como base militar en 1941 por 99 años. En 1995 las bases estadounidenses fueron clausuradas y en 2002 devolvieron las tierras de sus bases.
Las Bermudas están bajo supervisión del Comité de Descolonización.

## México
México prehispánico es un período de la historia del país anterior a la conquista y colonización española a partir de 1521. Es necesario aclarar que México es un Estado moderno cuyas fronteras fueron fijadas a mediados del siglo XIX. Por lo tanto, la historia mexicana de la época prehispánica es la historia de los pueblos que vivieron en ese territorio, no la historia del estado mexicano en la época precolombina.
La historia prehispánica de México comienza con la llegada de sus primeros pobladores. Sobre el poblamiento de América se han propuesto numerosas hipótesis, pero la que cuenta con mayor aceptación y evidencia de apoyo señala que los humanos entraron al continente a través de Beringia durante la época de las glaciaciones. Esta teoría está demostrada por estudios recientes de ADN basados en los haplogrupos del cromosoma Y (ADN-Y) y los haplogrupos del ADN mitocondrial (ADNmt). La época en que esto ocurrió es motivo de debate entre quienes defienden la teoría del poblamiento temprano y la del poblamiento tardío. En el caso de México, algunos autores han querido ver evidencia que apoya la primera, como los hallazgos de El Cedral (San Luis Potosí), a los que se atribuye una antigüedad de 33 000 años.